# 阿拉爾庫姆沙漠
阿拉庫姆沙漠是一個自1960年代起逐漸形成的沙漠，位於哈薩克斯坦和烏茲別克斯坦交界的鹹海。鹹海原本是世界第四大湖，水源分別由阿姆河和錫爾河流入，不過在蘇聯加盟共和國時期，蘇聯為了灌溉棉花田，開鑿大型水道引流阿姆河和錫爾河，令流入鹹海的水量大幅減少，鹹度提高，至廿一世紀，水量共減少九成，令原本是內陸湖的地形景觀轉變為沙漠。後來，哈薩克斯坦在錫爾河興建水壩，但都只能改善鹹海北部的情況，南部依然無水供應。由於沙漠化，令兩國空氣中微粒子的含量上升，造成了呼吸道健康惡化的問題。